# Durringtonia
Durringtonia é um género botânico pertencente à família Rubiaceae.